# Гамильтон, Джеймс, 7-й граф Аберкорн
Джеймс Гамильтон, 7-й граф Аберкорн (англ. James Hamilton, 7th Earl of Abercorn; 22 марта 1686 — 11 января 1744) — шотландский и ирландский дворянин и пэр. Он был известен как лорд Пейсли с 1701 по 1734 год. Будучи ученым-любителем и музыкантом, он опубликовал книгу о магнетизме в 1729 году и трактат о музыкальной гармонии в 1730 году, который впоследствии был дополнен и переиздан его учителем, доктором Пепушем.

## Титулатура
- 7-й граф Аберкорн (с 28 ноября 1734)
- 7-й лорд Пейсли из графства Ренфру (с 28 ноября 1734)
- 3-й баронет Гамильтон из Доналонга, графство Тирон, и Нины, графство Типперэри (с 28 ноября 1734)
- 7-й лорд Пейсли, Гамильтон, Маунткасл и Киркпатрик (с 28 ноября 1734)
- 2-й виконт Страбан (с 28 ноября 1734)
- 8-й лорд Гамильтон, барон Страбан, графство Тирон (с 28 ноября 1734)
- 7-й лорд Аберкорн, графство Линлитгоу (с 28 ноября 1734)
- 2-й барон Маунткасл, графство Тирон (с 28 ноября 1734)

## Рождение и происхождение
Джеймс родился 22 марта 1686 года. Старший из оставшихся в живых сыновей Джеймса Гамильтона, 6-го графа Аберкорна (1661—1734), и его жены Элизабет Рединг (1669—1754). Его отец был в то время представителем боковой ветви графов Аберкорн, происходившей от Джорджа Гамильтона, 1-го баронета Доналонга, четвёртого сына Джеймса Гамильтона, 1-го графа Аберкорна. Семья Гамильтонов из Аберкорна прибыла из Шотландии в Ирландию во времена колонизации Ольстера. Мать Джеймса была единственным выжившим ребёнком сэра Роберта Рединга, 1-го баронета Рединга. Его родители были протестантами. Они поженились в январе 1684 года.

## Ранняя жизнь
Когда Джеймс Гамильтон был маленьким ребёнком, его отец сражался за короля Вильгельма Оранского во время Вильямитской войны в Ирландии и привез провизию в Дерри незадолго до осады Дерри.
В 1701 году главная линия графов Аберкорн прервалась, когда Чарльз Гамильтон, 5-й граф Аберкорн, умер бездетным в Страбане, Ирландия . Ближайшим живущим родственником Чарльза по мужской линии был отец Джеймса Гамильтона, троюродный брат Чарльза. Поэтому его отец стал 6-м графом Аберкорном, и Гамильтон в возрасте 15 лет стал наследником нового графа с титулом лорда Пейсли. Одновременно с графом Аберкорном в Шотландии его отец стал 7-м бароном Гамильтоном из Страбана в Ирландии. Примерно через полгода, 2 декабря 1701 года, его отец, лорд Аберкорн, был награждён новыми ирландскими титулами. Король пожаловал ему титулы 1-го виконта Страбана и 1-го барона Маунткасла.

## Брак и дети

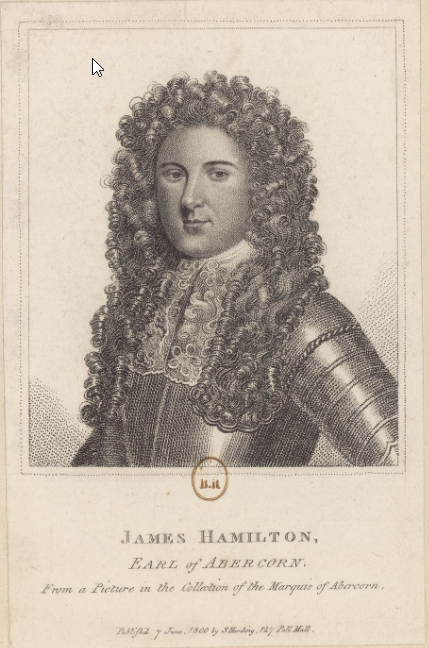
Джеймс Гамильтон, 7-й граф Аберкорн

В апреле 1711 года лорд Пейсли женился на Анне Пламер (29 июня 1690 — 7 августа 1776), дочери полковника Джона Пламера из Уэра, Хартфордшир.
У Джеймса и Анны было шесть сыновей и две дочери:
- Джеймс Гамильтон (22 октября 1712 — 9 октября 1789), сменивший его на посту 8-го графа Аберкорна[9]
- Джон Гамильтон (ок. 1714 — 18 декабря 1755), капитан Королевского флота, отец Джона Гамильтона, 1-го маркиза Аберкорна[10]
- Уильям Гамильтон (род. 1715/1717), умер молодым[11]
- Энн Гамильтон (12 июня 1715 — 14 декабря 1792) вышла замуж в 1746 году за сэра Генри Макворта, 6-го баронета[12]
- Джордж Гамильтон (11 августа 1718 — 26 ноября 1787), каноник виндзорский, женился на Элизабет Онслоу, дочери генерал-лейтенанта Ричарда Онслоу[13]
- Пламер Гамильтон (род. 1719/1720), умер молодым[14]
- достопочтенный Уильям Гамильтон (18 февраля 1721 — 1744), лейтенант Королевского флота, погибший в битве HMS Victory у Олдерни[15].
- дочь (род. в 1736), умерла младенцем[16].

## Научные исследования
10 ноября 1715 года лорд Пейсли был избран членом Королевского общества. Лорд Пейсли был масоном и великим магистром Главной Великой ложи Англии в 1725—1726 годах.
В 1729 году Джеймс Гамильтон издал Calculations and Tables Relating to the Attractive Virtue of Loadstones (по данным каталога Британской библиотеки), в котором представлены результаты экспериментов с магнитами различных размеров, каждый раз измеряя массу магнита и вес железа.
Лорд Пейсли также изучал музыку, беря уроки у Иоганна Кристофа Пепуша, известного музыканта своего времени. В 1730 году он опубликовал, основываясь на учении Пепуша, анонимно и без согласия своего учителя брошюру под названием «Краткий трактат о гармонии». Понятно, что учитель обиделся. Поскольку книга была плохо написана и не имела иллюстраций в музыкальных нотах, он был обеспокоен своей репутацией, поскольку его связь с книгой наверняка будет обнаружена. Поэтому он помог подготовить второе улучшенное издание, опубликованное в 1731 году. В таком виде книга раскрывала и документировала практику лучших композиторов того времени. Пейсли все ещё находился в дружеских отношениях со своими учителями, когда Пепуш посетил Пейсли в его резиденции в Уитеме, Эссекс, в 1733 году.

## Преемственность
Лорд Пейсли стал 7-м графом Аберкорном после смерти своего отца в 1734 году. В Ирландии он стал 2-м виконтом Страбаном.
20 июля 1738 года лорд Аберкорн был приведен к присяге в качестве тайного советника в Великобритании. Он был назначен тайным советником в Ирландии в июле 1737 года, но был приведен к присяге только 26 сентября 1739 года, когда прибыл в Ирландию.
17 октября того же 1739 года король Великобритании Георг II подписал королевскую хартию о первом в стране приюте для брошенных детей — Больнице подкидышей, одним из основателей которой был граф Аберкорн.

## Смерть
57-летний Джеймс Гамильтон, 7-й граф Аберкорн, скончался 11 января 1744 года на Кавендиш-сквер в западной части Лондона и был похоронен через пять дней в Ормондском склепе часовни Генриха VII Вестминстерского аббатства, где уже покоился его отец.